# (473063) 2015 HR92
(473063) 2015 HR92 es un asteroide perteneciente al cinturón de asteroides, descubierto el 22 de febrero de 2009 por el equipo del Spacewatch desde el Observatorio Nacional de Kitt Peak, Arizona, Estados Unidos.

## Designación y nombre
Designado provisionalmente como 2015 HR92.

## Características orbitales
2015 HR92 está situado a una distancia media del Sol de 3,013 ua, pudiendo alejarse hasta 3,352 ua y acercarse hasta 2,674 ua. Su excentricidad es 0,112 y la inclinación orbital 4,979 grados. Emplea 1911 días en completar una órbita alrededor del Sol.

## Características físicas
La magnitud absoluta de 2015 HR92 es 17,2.